# François Perroux

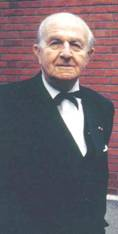
François Perroux

François Perroux (geboren am 19. Dezember 1903 in Saint-Romain-en-Gal; gestorben am 2. Juni 1987 in Stains) war ein französischer Wirtschaftswissenschaftler und Vichy-Kollaborateur.

## Leben
François Perroux studierte Recht und erhielt einen Lehrstuhl am Collège de France, nachdem er zuvor an der Universität Lyon von 1928 bis 1937 und an der Universität von Paris von 1935 bis 1955 gelehrt hatte. 1944 gründete er das Institut de Sciences Economiques Appliquées. Perroux stand den Ideen von Emmanuel Mounier nahe.
In zwei seiner Veröffentlichungen äußerte er sich als Befürworter des Nationalsozialismus. Er war ein entschiedener Befürworter des Korporatismus. Unter Philippe Pétain war er im August und September 1940 stellvertretender Generalsekretär für Familie und Jugend und nahm an der Gründung der Kaderschule von Uriage teil. Als Autor wirkte Perroux an der Veröffentlichung mehrerer Zeitschriften des mit den Nazis kollaborierenden Pétain-Regims, er war vorberatender Vichy-Verfassungsrat des Conseil national und im Mai 1941 für den Conseil d’études économiques des Finanzministers Yves Bouthillier tätig. Ebenfalls unter deutscher Besatzung war er von Mai 1942 bis Dezember 1943 Generalsekretär der Fondation française pour l’étude des problèmes humains.
Nach dem Zweiten Weltkrieg wurde er Professor an der Universität Sciences Po in Paris. Auch die Universität Sorbonne und das Collège de France erlaubten ihm eine ungehinderte Weiterführung seiner akademischen Laufbahn. Von 1955 bis 1974 gehörte er dem Conseil économique et social an.

## Theorien
Während seiner akademischen Laufbahn äußerte sich Perroux stets äußerst kritisch zur herrschenden Finanz- und Wirtschaftspolitik gegenüber der damals so bezeichneten Dritten Welt. Sie nahm seiner Meinung nach zu wenig Rücksicht auf die Originalität, die Kultur und die konkreten Umstände in den betreffenden Ländern und war zu sehr auf quantitatives Wachstum ausgerichtet, zu „westlich“ konzipiert und zu sehr auf die Interessen der reichen industrialisierten Länder bezogen. Er riet den Völkern der „Dritten Welt“, sich bei der Entwicklung ihrer Länder auf ihre eigene Kultur und ihre traditionellen Gemeinschaften zu stützen sowie auf ihre Ressourcen, um so den Zusammenhalt ihrer Volkswirtschaften zu verbessern und die Auswirkungen der Dominanz der stärkeren Länder zu vermindern.
Auf dem Gebiet der Regionalökonomie war einer seiner wichtigsten Beiträge das Konzept der „Wachstumspole“. Es besagt, dass staatliche Maßnahmen, die auf die Wiederbelebung einer bestimmten lokalen Region abzielen, entscheidend von den mit der Industrie verbundenen Input-Output-Verbindungen abhängen. Ein  „Wachstumspol“ ist ein Wirtschaftszweig oder eine Gruppe verwandter Wirtschaftszweige, deren Wachstumsraten über dem nationalen Durchschnitt liegen und die in der Lage sind, durch starke Input-Output-Verknüpfungen Wachstum zu erzeugen.

## Ehrungen
Die Königliche Akademie von Belgien nahm ihn 1979 als assoziiertes Mitglied auf.

## Schriften (Auswahl)
- Œuvres complètes. 6 Bände, Presses universitaires de Grenoble. Grenoble 1994